# La Vision de la reine
La Vision de la reine est une scène pour voix de femme de la compositrice Augusta Holmès composée en 1893.

## Composition
Augusta Holmès compose La Vision de la reine en 1893 sur un poème écrit par elle-même. C'est une œuvre pour soliste, chœur, accompagnement de piano, violoncelle et harpe. La pièce a été publiée par les éditions Heugel et Cie.
L'œuvre représente une reine penchée sur le berceau de son fils et qui entend les voix du Ciel, de la Sagesse, de la Nature, de l'Amour et de la Patrie. Elle ferait suite à la naissance de Daniel en 1892, fils du chef d'orchestre Edouard Colonne et de la chanteuse Eugénie Vergin, qui aurait inspiré la compositrice.

## Structure
L'œuvre se compose des onze parties suivantes :
1. La Récitante : Tout dort dans le palais
2. La Reine : Ô Ménestrel, ami des Dieux
3. Les voix divines (chœur) : Nous voici ! Bénédiction !
4. Une Voix divine : Enfant, que nous avons envoyé sur la terre
5. 2e Voix : Méprise l'or ! L'or est funeste
6. 3e Voix : Aime les oiseaux et les roses
7. 4e Voix : Crois en l'Amour
8. 5e Voix : Plus que tout, aime la Patrie !
9. Les voix divines (chœur) : Vis et meurs avec eux !
10. L'Illusion : Avec un long battement d'aile
11. Ensemble final : Dors ! Dors !

## Poème
Merci de procéder au transfert en conservant l'historique. 
La Récitante

Tout dort dans le palais, car c'est l'heure du rêve…

Mais près du berceau d'un enfant,

Du petit prince blond au regard triomphant

La voix de la Reine s'élève !

La Reine

Ô Ménestrel, ami des Dieux,

Toi de qui le cœur et les yeux

Sont toujours tournés vers l'aurore !

Ô Ménestrel que nous aimons,

La nuit plait aux Esprits en qui tu crois encore…

Vois, la lune argente les monts.

Que ton archet sonore

Évoque les puissants Daîmôns

Et grâce à la magie ardente des beaux sons

Obtiens des Immortels leur clémence et leurs dons

Pour le fils du Roi, du Roi que j'adore !

Les Voix divines

Ah ! Nous voici !…

Bénédiction !

Bénédiction

Sur l'enfant et sur la demeure !

Nous sommes les maîtres de l'heure !

Où rien ne souffre ni ne pleure,

Bénédiction !

Sur l'enfant et sur la demeure !

Une Voix divine

Enfant que nous avons envoyé sur la terre

Hors du cercle éternel,

Garde le souvenir du lumineux mystère,

Souviens toi du ciel !

Rappelle toi qu'il est des sphères enchantées

Où le beau seul est vrai ;

Rejoins y, par l'esprit

Ceux qui les ont chantées !

Et je t'y suivrai !

2e Voix

Méprise l'or ! l'or est funeste !

L'or créa l'enfer des humains !

À celui qui n'aima que l'or, un jour ne reste

Que de la honte plein les mains !

3e Voix

Aime les oiseaux et les roses,

Les muguets et les papillons,

Et les pâquerettes écloses,

Dans les sillons !

Aime l'herbe au léger murmure,

L'automne roux, le printemps vert

Que le livre de la nature te soit ouvert !

4e Voix

Crois en l'Amour, le Dieu suprême

Des voluptés et des douleurs ;

Le porteur du clair diadême

Fait d'astres et de fleurs !

Qu'il t'accorde les lourdes tresses

Les yeux profonds,

Les doux bras nus,

Et les baisers, et les caresses, et les pleurs ingénus !

5e Voix

Plus que tout, aime la Patrie !

De ce noble pays auquel tu dois la vie,

Sois un fils valeureux !

Marche, le cœur solide et l'âme bien trempée !

Suis les porteurs de Lyre et les porteurs d'Épées !

Les Voix divines

Vis et meurt avec eux !

L'Illusion

Avec un long battement d'aile,

En hâte, je viens de l'azur !

Nul ne m'a demandée,

Et pourtant je suis belle,

J'apporte le don le plus pur !

Dans le chemin si redoutable,

Enfant, je guiderai tes pas !

Et, grâce à moi,

Perdu dans un songe ineffable,

La laideur et le mal,

Tu ne les verras pas !

Comme à travers des vitres roses

Rayonnera l'humanité !

Tu passeras, heureux, parmi l'horreur des choses,

N'en comprenant que la beauté !

Sur l'abîme réel, et sans qu'il y périsse,

Ton rêve planera

Comme un blanc Alcyon,

Car moi je serai là !

Ensemble final

Dors ! Dors !

Voici l'Illusion !

Moi la Consolatrice !

Dors ! Dors !

Voici l'Illusion !

Car moi, je serai là !

Bénédiction !

Moi, la consolatrice !

Bénédiction sur la demeure !

Moi, la divine Illusion !

Bénédiction ! Bénédiction !

Sur l'enfant et sur la demeure !

Bénédiction !

## Réception
La Vision de la reine est probablement créée en 1893 chez Edouard Colonne et sa femme Eugénie Vergin. L'auteur du Ménestrel qui rend compte de la soirée où a été créée l'œuvre la décrit comme une « cantate allégorie ». C'est Augusta Holmès qui tenait la partie de piano, avec Jeanne Remacle en récitante, Eugénie Vergin et Mathilde Colonne, M. Mathis, Marie Ador, de Nocé, Prégi et Pelletier en solistes, Mlle Achard à la harpe et M. Loëb au violoncelle. Sa pièce est jouée jusqu'à Boston, où elle se fait connaitre par une de ses élèves, Ette Edwards. En 1900, Augusta Holmès dirige elle-même la représentation qui en est faite à Paris. L'œuvre est encore donnée dix ans après la mort de la compositrice,.